# Blues Incorporated
Blues Incorporated bili su  britanski, blues i R&B sastav ranih šesdesetih godina prošlog stoljeća.
Osnivač, i neosporni lider ovog sastava bio je Alexis Korner a u sastavu su svirali vrhunski glazbenici poput; Jack Brucea, Charlie Wattsa, Terry Coxa, Ginger Bakera, Long John Baldrya, Danny Thompsona, Graham Bonda, Cyril Daviesa, Malcolm Cecila i Dick Heckstall-Smitha.  Ovaj sastav nikad nije bio bog zna kako prihvaćen od strane šire publike (nisu imali komercijalni uspjeh), ali su bili nevjerojatno utjecajni na razvoj britanske blues, rock i pop glazbe. Grupa je bila izuzetno utjecajna među samim glazbenicima, koji su ih izuzetno cijenili i nastojali doseći njihove interpretativne mogućnosti.

## Povijest sastava
Osnivač sastava Alexis Korner (1928. – 1984.) bio je ispočetka, član jazz sastava Chrisa Barbera ( 1950.), tu je sreo Cyrila Daviesa (1932. – 1964.) koji je dijelio njegovu ljubav za američki blues.  1954. godine osnovali su duet i stali nastupati po londonskim klubovima. Zatim su otvorili vlastiti klub - London Blues and Barrelhouse Club, u kojem su organizirali nastupe američkih bluzista. Klub je ubrzo postao okupljalište mladih ambicioznih glazbenika tog vremena kao; Charlie Watts, Long John Baldry, i Jack Bruce.
1961. godine Korner i Davies osnovali su  Blues Incorporated, prvi električarski (s pojačalima) blues i R&B sastav u Britaniji. Ovaj sastav tvorili su; pjevač Baldry (koji put mijenjao ga je Art Wood), bubnjar Watts, basist Bruce, i saksofonist Dick Heckstall-Smith. Sastav je imao stalni angažman u vrlo slavnom Marquee Club. Ovo ih je odmah dovelo do diskografskih kuća i ugovora s Deccom i snimanja LP ploče R&B from the Marquee.  Album je izašao pred kraj 1962. godine, s pjesmama "Muddy Watersa", "Jimmy Witherspoona" i "Leroy Carra". 
Te iste 1962. godine, Korner i Davies osnovali su stalnu manifestaciju - Rhythm and Blues Night u Ealing Jazz Clubu. Ovo je privuklo još više poklonika blues i R&B glazbe, pa i; Mick Jaggera, Keith Richardsa, Briana Jonesa, Roda Stewarta, Paula Jonesa, Johna Mayalla, Zoot Moneya i Jimmyja Pagea, mnogi od njih popeli bi se na pozornicu s Blues Incorporated i zasvirali s njima. Tako su i Blues Incorporated, dobili oblik sastava s promjenjivom posadom. U to vrijeme Watts je napustio sastav, a na bubnjevima ga je uspješno zamijenio Ginger Baker.
Na početku 1963. godine, došlo je do neslaganja između Daviesa i Kornera, o budućem glazbenom opredjeljenju sastava. Davies je htio uvesti puhače i više se orijentirati na jazz, umjesto bluesa. Pridružio mu se Baldry, i oni su napustili sastav i osnovali novi sastav Cyril Davies' All Stars. Na mjesto Daviesa uskočio je Graham Bond. Blues Incorporated, pronašli su novi klub za svoje sjedište, Flamingo club. Ali uskoro je uslijedilo još jedno cijepanje sastava, jer su Bond, Bruce i Baker izašli i oformili vlastiti sastav The Graham Bond Organisation.  
Blues Incorporated, su čitavo vrijeme svog postojanja bili više okrenuti živoj svirci, nego snimanju vlastita materijala. Za čitavo vrijeme svog postojanja, snimili su svega dvije singl ploče "I Need Your Loving" / "Please Please Please" (1963.), i "Little Baby" / "Roberta" (1964.), za Parlophone i "River's Invitation" / "Every Day I Have The Blues", za Fontana Records. 
1964. godine, snimili su LP ploču At The Cavern i Red Hot From Alex, s američkim pjevačem Herbie Goinsom i Danny Thompsonom kao basistom. Posljednji album Sky High, skupina je snimila 1965., s Duffy Powerom kao pjevačem. Alexis Korner objavio je raspad sastava 1966. godine.

## Diskografija
- R&B from the Marquee (1962.)
- At The Cavern (1964.)
- Red Hot From Alex (1964.)
- Sky High (1965.)

## Vanjske poveznice
- Portal obožavatelja Alexis Kornera  Arhivirana inačica izvorne stranice od 15. svibnja 2008. (Wayback Machine)
- O sastavu Blues Incorporated na stranicama Cyril Daviesa